# Minuskuł 124 (Gregory-Aland)
Minuskuł 124 (wedle numeracji Gregory—Aland), ε 1211 (von Soden) – rękopis Nowego Testamentu z tekstem czterech Ewangelii pisany minuskułą na pergaminie w języku greckim. Zawiera księgi liturgiczne oraz noty marginalne. Powstał w Kalabrii, w XI wieku, od 1564 roku przechowywany jest w Wiedniu. Tekst kodeksu reprezentuje cezarejską tradycję tekstualną, należy do rodziny Ferrara. Tekst rękopisu był wielokrotnie kolacjonowany, cytują go krytyczne wydania tekstu greckiego Nowego Testamentu.

## Opis rękopisu
Kodeks składa się ze 188 pergaminowych kart, ułożonych po cztery w jednym foliale (format quarto). Pergamin jest gruby, rozmiary kart wynoszą 21,7 cm na 18,8 cm. Kodeks zawiera jedną tylko lukę w tekście, powstałą w wyniku utraty kart (Łk 23,31-24,28).
Na pierwszej stronie kodeks zawiera Prolegomenę anonimowego autora, której tekst pisany jest w formie krzyża. Na stronach 1v-2r – Epistula ad Carpianum (list Euzebiusza do Karpiana), na stronach 2v-5v znajdują się tablice Kanonów Euzebiusza. Na stronach 8r-169v kodeks zawiera tekst czterech Ewangelii (część kart jest nieuporządkowana). W końcowej części, na stronach 169v-188v, w kodeksie znajdują się księgi liturgiczne z żywotami świętych: synaksarion i menologium. W XVI wieku dodane zostały dwie karty na papierze.
Tekst pisany jest dwoma kolumnami na stronę, 25-28 linijek w kolumnie. Atrament jest koloru brunatnego lub ciemnobrunatnego. Wielkie inicjały na początku ksiąg dekorowane są w kolorze czerwonym, niebieskim, zielonym, brunatnym oraz czarnym; małe inicjały stawiane na początku sekcji w środku ksiąg dekorowane są na czerwono oraz niebiesko. Niektórych korekt dokonał już oryginalny skryba (np. w Mk 2,14 i Łk 3,1). Do gramatycznych osobliwości kodeksu należy forma ειπαν użyta w Mt 21,27; 26,61; Łk 9,13; 22,35.
Tekst Ewangelii dzielony jest według κεφαλαια (rozdziały) oraz według krótszych jednostek – Sekcji Ammoniusza. Numery Sekcji Ammoniusza podawane są zawsze po lewej stronie kolumny. Sekcje Ammoniusza opatrzone zostały odniesieniami do Kanonów Euzebiusza. Przed każdą z ewangelii umieszczone zostały listy κεφαλαια (spis treści). W górnym marginesie, ponad tekstem ewangelicznym, umieszczono τιτλοι (tytuły) owych rozdziałów. Kodeks zawiera ponadto w dolnym marginesie tzw. Harmonię czterech Ewangelii (wyliczone paralelne sekcje pozostałych Ewangelii, według numerów Sekcji Ammoniusza).
Według umieszczonych na końcu ksiąg subscriptio Ewangelia Mateusza napisana została 8 lat po wniebowstąpieniu w języku hebrajskim i zawiera 2522 ρηματα oraz 2560 στιχοι; Ewangelia Marka została napisana 10 lat po wniebowstąpieniu w języku łacińskim i zawiera 1675 ρηματα oraz 1604 στιχοι; Ewangelia Łukasza została napisana 15 lat po wniebowstąpieniu w języku greckim i zawiera 3803 ρηματα oraz 2750 στιχοι; Ewangelia Jana została napisana 32 lata po wniebowstąpieniu i zawiera 1938 ρηματα. Skryba pomylił liczbę ρηματα dla Ewangelii Łukasza, powinno być 3083.

## Tekst

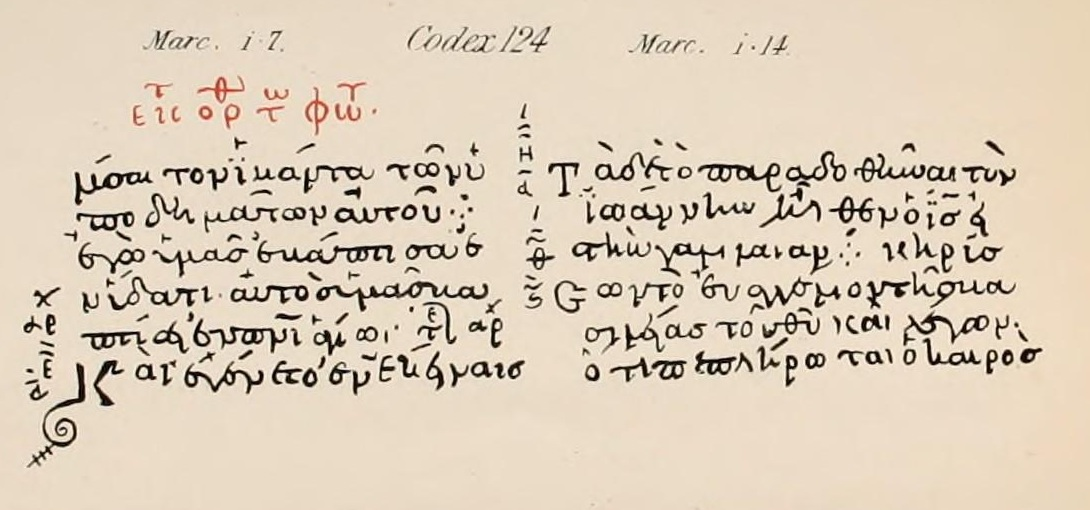
Facsimile Abbotta z tekstem Mk 1,7.14

Grecki tekst Ewangelii reprezentuje tekst cezarejski. Aland zaklasyfikował go do Kategorii III. Reprezentuje tekstualną rodzinę Ferrara. Według Claremont Profile Method, tj. metody wielokrotnych wariantów, jest słabym członkiem rodziny Ferrara. Metodą tą zbadano jednak tylko trzy rozdziały Ewangelii Łukasza (1; 10; 20).
Tekst Jan 7,53-8,11 umieszczony został w Ewangelii Łukasza, za 21,38, tekst Mt 17,2b-3 (znaki czasu) został opuszczony, Łk 22,43-44 (krwawy pot Jezusa) umieszczony został za Mt 26,39.
W Mt 8,13 kodeks zawiera dodatek και υποστρεψαντες υ πεμφθεντες εις τον οικον ευρον τον ασθενουντα δουλον υγιαινοντα (a ci, którzy byli posłani po powrocie do domu swego znaleźli chorego sługę zdrowym). Wariantu tego nie potwierdzają inne rękopisy grupy Ferrara. W dolnym marginesie oryginalny skryba cytuje ten dodatek w brzmieniu innych rękopisów.

## Historia

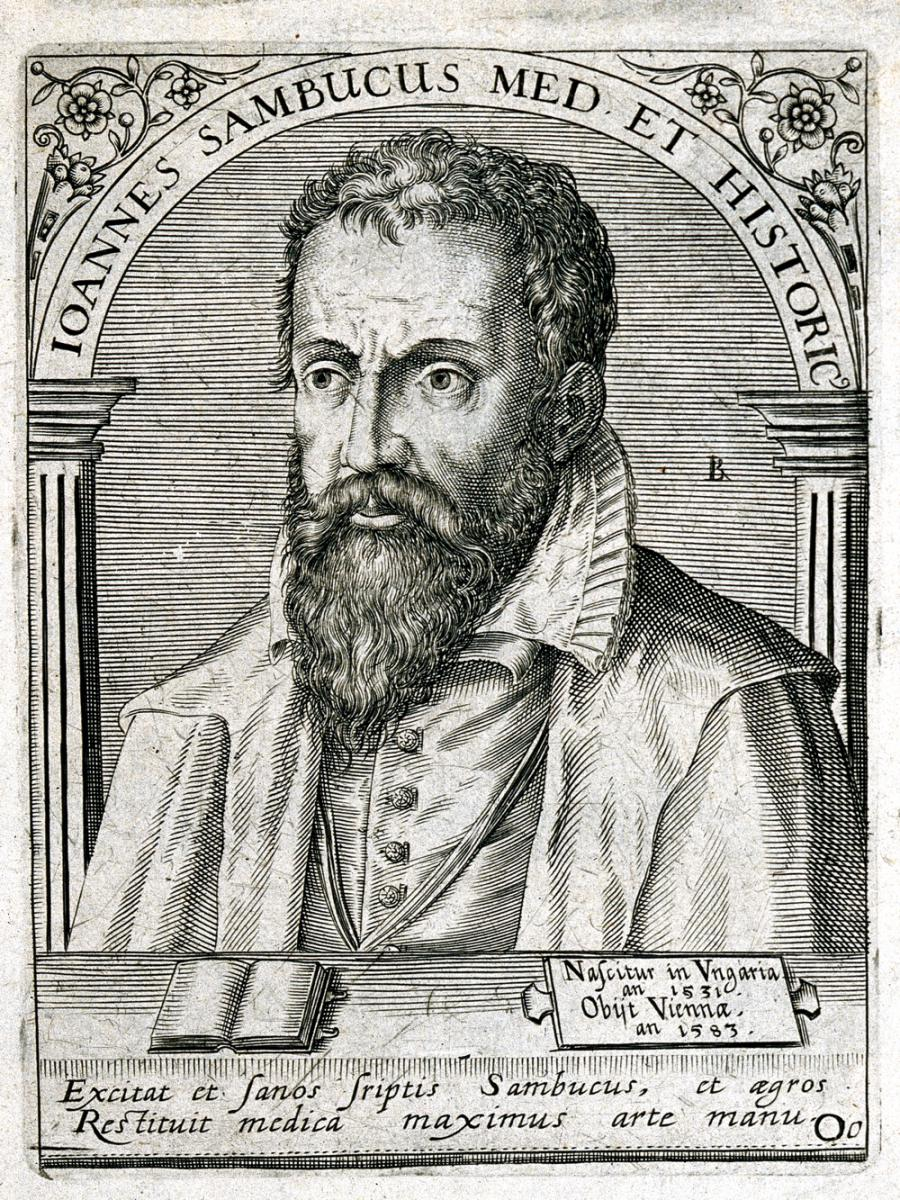
Sambucus sprowadził rękopis do Wiednia

Gregory datował kodeks na XII wiek. Instytut Badań Tekstu Nowego Testamentu datuje go na wiek XI.
Rękopis powstał w południowej Kalabrii. Na stronie 177r w subscriptio znajduje się imię niejakiego Leona Grzesznika. Sądzono dawniej, że jest to imię jednego z właścicieli kodeksu. Bruce M. Metzger przypuszczał, że jest to János Zsámboky, nabywca kodeksu. Hunger i Kresten sądzą, że jest to imię skryby. János Zsámboky (Sambucus), bibliotekarz, nabył go w 1564 w Neapolu za 15 dukatów i przywiózł do Wiednia. Minuskuł należał niegdyś do Zachariasa z Tarentu.
Andreas Birch oceniał, że jest to najlepszy rękopis przechowywany w Wiedniu. Na listę rękopisów Nowego Testamentu wciągnął go Griesbach.
Tekst rękopisu skolacjonowali: Treschow (1773), Alter (1787), Birch (1788). Treschow sporządził wybiórczy wykaz wariantów kodeksu, koncentrując się na jego podobieństwach do uncjalnych kodeksów C, D i L. Treschow zauważył, że jest bliski dla kodeksu 13, natomiast Andreas Birch zauważył jego podobieństwo do kodeksu 69. Birch skolacjonował cały tekst kodeksu , ale nie zwracał uwagi na błędy itacyzmu, opuszczał też wiele innych wariantów. Alter wykorzystał rękopis w swoim wydaniu greckiego tekstu Nowego Testamentu, skolacjonował go bardziej dokładnie niż Birch, ale również opuścił wiele wariantów, ponadto jego wydanie zawiera błędy. Z tego też względu Scholz i Tischendorf uznali, że z wydania Altera nie warto korzystać. Ferrar postanowił poprawić błędy Bircha i Altera oraz uzupełnić opuszczone przez nich warianty. Wykorzystał do tego celu Emmanuela Hoffmanna, z Wiednia, który skolacjonował dlań kodeks w tych miejscach, w których Alter oraz Birch nie są zgodni.
W 1887 rękopis oglądał C.R. Gregory. J. Rendel Harris zauważył w nim pewne podobieństwo tekstualne do starosyryjskich przekładów. Kirsopp Lake i Silva Lake badali tekst Ewangelii Marka kodeksu i jego relację do innych rękopisów. Jakob Geerlings badał unikalne warianty kodeksu. Rękopis badali ponadto Irmgard Hutter, E.A. Hutton i Guglielmo Cavallo.
Facsimile kodeksu wydał T.K. Abbott w 1877 (patrz ilustracja), William Hatch w 1951 i Bruce Metzger w 1981. Metzger opublikował folio 122 recto kodeksu.
Kodeks jest cytowany w naukowych wydaniach greckiego Novum Testamentum Nestle-Alanda.
Przechowywany jest w Austriackiej Bibliotece Narodowej (Theol. Gr. 188) w Wiedniu.